# Walt Disney Studios Hyperion
Pour les articles homonymes, voir Walt Disney Studios et Hyperion.
Les Walt Disney Studios dit Hyperion sont l'adresse des studios de la société Walt Disney Productions, fondée par Walt Disney en 1929, entre janvier 1926 et 1941. Ils étaient situés au 2719 Hyperion Avenue, au sud d'Hollywood dans le district de Silver Lake, d'où leur nom.
Walt Disney avait fait construire ce studio en 1925 et l'avait baptisé The Walt Disney Studio.

## Historique
Les premiers studios de Disney sont sur Kingswell Avenue,,,. Avec le succès de la série Alice Comedies, le 6 juillet 1925, Walt verse un acompte de 400 dollars pour acheter un terrain libre au 2719 Hyperion Avenue afin d'accueillir tous les animateurs,, la construction prend du temps et le déménagement n'est prévu qu'au printemps 1926. La construction du nouveau studio prend fin avec le début de l'année 1926 et mi-février, le déménagement se fait sous une pluie d'orage si forte que les fournitures se retrouvent détrempées. Le premier film achevé aux studios d'Hyperion est Alice Charms the Fish sorti le 6 septembre 1926 mais réalisé au printemps 1926.
Durant toute la période, le complexe fut agrandi jusqu'à saturation. On pouvait découper le studio en trois zones. 
- À l'ouest un bâtiment en forme de double U servait à l'animation.
- À l'est on trouvait les studios d'enregistrements et certains services.
- Entre les deux se trouvait l'entrée avec l'Hyperion Bungalow et derrière un théâtre, le sound stage, permettait d'enregistrer la musique et de visionner les films.

Le studio s'est beaucoup agrandi entre 1927 et 1931 passant de 150 à 2000 m². Durant cette période, trois ailes ont été ajoutées : une à l'avant, une à l'arrière et une sur le côté ouest. Un bâtiment de deux étages pour l'animation ouvrit en 1931, ainsi qu'un plateau de tournage (sound stage).
Début 1937, l'équipe réduite chargé du projet Bambi (1942) s'installe dans des locaux temporaires en attendant l'ouverture des studios de Burbank, prévu en 1942. Ce studio temporaire baptisé l'« annexe » est situé de l'autre côté de l'Avenue Hyperion. Entre 1937 et 1938, Disney fait construire sur les terrains adjacents des studios d'Hyperion, un plateau de tournage, un bâtiment pour l'animation des longs métrages, un pour l'encrage et un autre pour la photographie ainsi que trois coffres de stockage de films. Une conséquence de ce manque de place aux studios d'Hyperion est qu'en 1939, la production de Bambi débute dans un studio loué sur North Seward Stret tandis les équipes chargées du scénario, de la promotion et des formations occupent des bureaux au dessus de l’Ontra Cafeteria à l'angle d'Hollywood et Vine. Durant l'été 1938, alors que Roy effectue un voyage en Europe, Walt jette son dévolu sur un terrain en friche de l'autre coté des collines de Griffith Park à l'angle d'Alamaeda Avenue et de Buena Vista Street. Le 31 août 1938, Walt et Roy Disney déposent un chèque de 10 000 USD pour acheter 51 acres (20,64 ha), première parcelle des futurs studios Disney. Sur ce terrain d'environ 20 ha situé à Burbank au nord de Los Angeles, il demande à l'architecte, issu du mouvement Art déco, Kem Weber de réaliser un campus créatif.
Jimmy Johnson décrit le studio ainsi : les services généraux installés le long de la rue dans un bâtiment d'un seul étage nommé Front office, derrière une cour avec un bungalow en bois hébergeant le service Publicité et à l'arrière un bâtiment de deux niveaux pour l'animation avec le bureau de Walt Disney au second et surmonté d'un panneau publicitaire avec écrit dessus « Walt Disney Studios - Mickey Mouse and Silly Symphony Sound Cartoon ». Derrière le service animation, le studio avait installé des bungalows temporaires en bois surnommés boxcars dans un terrain vide et utilisait trois maisons pour héberger le service Scénario et maquettes. De plus un édifice temporaire d'un étage a été construit de l'autre côté de la rue et surnommé l'annexe.
En 1938, Walt évoque la possibilité d'agrandir le studio avec un plateau de tournage plus grand pour filmer les scènes en prise de vue réelles pour aider à la production de Alice au pays des merveilles (1951) et Peter Pan (1953). Alors que les équipes d'animation achèvent Pinocchio (1940) et travaillent sur Fantasia (1940), l'équipe responsable de Bambi (1942) doit s'installer dans des locaux en location sur Seward Street.
Juste avant la fermeture des studios fin 1941, le 29 mai débuta une grève dans les studios. Plusieurs photos immortalisent la scène. Depuis la fermeture des studios en 1941, le lieu a été détruit et converti en 1967 en supermarché avec un parking, encore présent en 1995.  Seul un bungalow, accueillant la direction, a été préservé selon le souhait de Walt Disney. Il a été démonté et reconstruit en 1941 à l'entrée des studios de Burbank sur la Buena Vista Drive et baptisé Hyperion Bungalow. Jimmy Johnson indique que l'ensemble des bâtiments temporaires (boxcars et annexe) ont été transférés aux studios de Burbank et étaient utilisés jusque dans les années 1970.

## Héritage
C'est le lieu de naissance de nombreux personnages de Disney, tels Mickey Mouse, Donald Duck et les Silly Symphonies. La totalité des courts métrages et dessins animés y furent produits jusqu'aux premiers films longs métrages dont Blanche-Neige et les Sept Nains (1937) et les premières ébauches de Bambi, Dumbo.
(Voir Walt Disney Pictures)
En 2007, Jim Hill se fait l'écho d'un projet de reconstruction à l'identique du studio d'Hyperion au sein du parc
Disney's California Adventure sous le nom de Mickey's Movieland.